# Petersham (Australia)
Petersham è un sobborgo di Sydney in Australia.

## Geografia fisica
Petersham si trova a circa sei chilometri a sud-ovest del CBD di Sydney, nella local government area del Consiglio di Inner West.

## Monumenti e luoghi d'interesse
- Municipio di Petersham